# August Kowalczyk

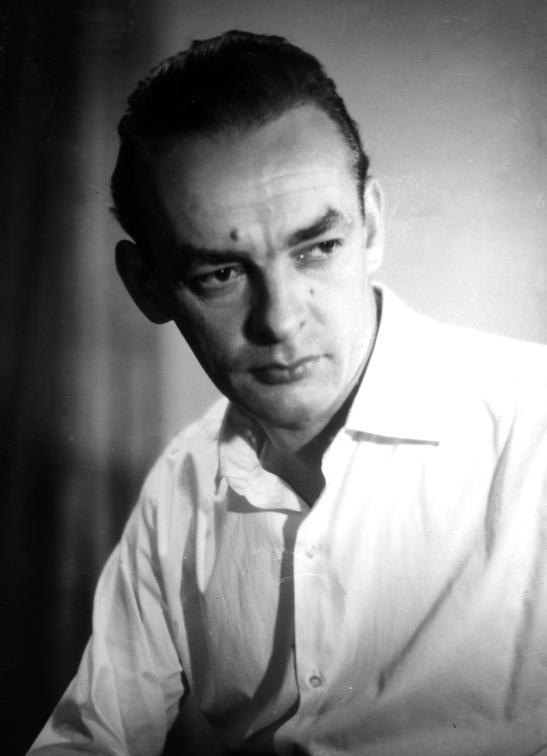
August Kowalczyk.

August Kowalczyk, född den 15 augusti 1921 i Tarnawa Góra, död den 29 juli 2012 i Oświęcim, var en polsk skådespelare.
Under andra världskriget anslöt sig Kowalczyk till en väpnad styrka, som bekämpade tyskarna. Han greps och placerades i koncentrationslägret Auschwitz, från vilket han flydde 1942. Vid flykten försökte 50 fångar fly, varav nio lyckades. Efter flykten deltog Kowalczyk i motståndsrörelsen Armia krajowa, vilken leddes från London.
Som skådespelare hade Kowalczyk roller i bland annat Aleksandr Fords Piątce z ulicy Barskiej (De fem från Barskagatan) och Andrzej Wajdas Pokolonie (En generation). 
Kowalczyk var under åren 1962–1966 chef för Adam Mickiewicz teatern i Częstochowa och senare konstnärlig ledare för Polska teatern i Warszawa.